# Kania ruda
Kania ruda, kania rdzawa (Milvus milvus) – gatunek dużego ptaka drapieżnego z rodziny jastrzębiowatych (Accipitridae). 

## Systematyka
Wyróżniono dwa podgatunki M. milvus:
- kania ruda (Milvus milvus milvus)
- kania zielonoprzylądkowa (Milvus milvus fasciicauda) – endemit Wysp Zielonego Przylądka, prawie na pewno wymarł[2].

## Występowanie

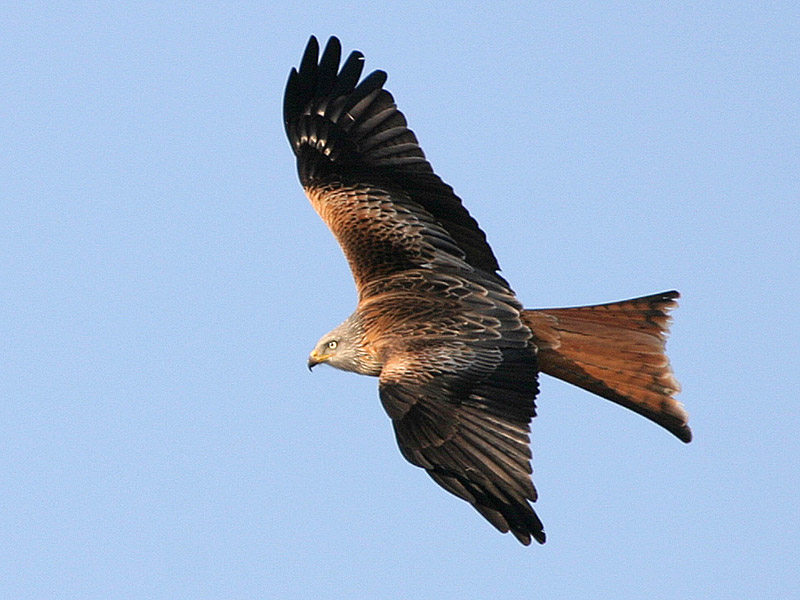
Kania ruda w locie

Zamieszkuje głównie zachodnią, środkową i południową Europę, nielicznie północną Afrykę, wschodnią część Azji Mniejszej, być może Kaukaz. Status w północnej Afryce niepewny; populacja lęgowa w Maroku uznawana za wymarłą, choć gatunek ten nadal nielicznie zimuje w tym kraju (stan w 2020 roku). Dawniej zamieszkiwał także Wyspy Kanaryjskie i Wyspy Zielonego Przylądka, gdzie prawie na pewno wymarł. Ma więc dużo bardziej ograniczony zasięg niż kania czarna. Populacje południowe osiadłe, a zamieszkujące pas klimatu umiarkowanego – wędrowne, przylatuje w marcu i kwietniu, a odlatuje od sierpnia do września, a czasem nawet do listopada. Europejskie kanie nie wędrują jesienią jednak daleko, głównie nad Morze Śródziemne.
W Polsce bardzo nieliczny ptak lęgowy, występuje prawie wyłącznie na zachodzie i północnym wschodzie kraju (Wielkopolska, Pomorze, północna część Dolnego Śląska oraz Warmii i Mazur). W pozostałych regionach jest rzadki i widywany głównie w czasie migracji, a w centrum i na wschodzie nie pojawia się prawie w ogóle. Przeloty oprócz Wybrzeża nie charakteryzują się liczniejszymi koncentracjami. Niektóre osobniki w Europie Środkowej mogą zimować, ale przeważnie w pobliżu wysypisk śmieci lub innych miejsc obfitujących w pokarm. W Polsce zimowe pojawy zdarzają się wyjątkowo, a próby pozostania przez cały rok są nieregularne. Dochodzi do tego jednak tylko w północno-zachodniej Polsce i podejmują się tego tylko pojedyncze osobniki.

## Charakterystyka

### Cechy gatunku

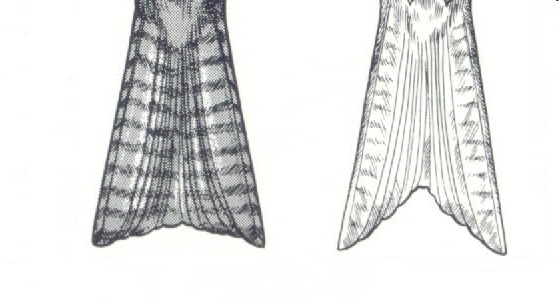
Wcięcie ogona kani czarnej (z lewej) i kani rudej (z prawej)

Ptak o smukłej sylwetce i pstrokatym upierzeniu. Obie płci ubarwione jednakowo. Upierzenie przeważnie rdzawobrązowe. Ogon czerwonobrązowy z wierzchu i jasnoszary od spodu, dość głęboko wcięty (żaden europejski drapieżnik nie ma tak głębokiego wcięcia jak kania). Ogon jest zatem najważniejszym elementem rozpoznawczym tego ptaka przy locie na dużych wysokościach. Głowa, szyja i miejsca osadzenia skrzydeł jasnopopielate z kreskowaniem. Wierzch ciała rdzawobrązowy, spód ciała jaśniejszy, kreskowany. Na spodniej stronie skrzydła duża biała plama, na wierzchniej przekątny pasek. Dziób żółty z czarną końcówką, nogi żółte. Podobna kania czarna jest nieco mniejsza, ma znacznie ciemniejsze upierzenie oraz mniej wcięty ogon. W porównaniu z myszołowem jest znacznie większa i ma dłuższe skrzydła.
Po okresie lęgowym kanie mogą nocować w grupach liczących nawet sto osobników.
Kania ruda często szybuje na prostych lub lekko zgiętych skrzydłach, co przypomina w kształcie literę „M”. W szybkim i zwinnym locie ma prawie zawsze rozłożony ogon, który czasem przekrzywia. Z dużą umiejętnością wykorzystuje wznoszące prądy powietrza.

Nie jest tak towarzyska jak kania czarna.

### Wymiary średnie
długość ciała: 60–72 cm
rozpiętość skrzydeł: 143–171 cm
masa ciała: samce 757–1221 g, samice 960–1600 g

## Biotop

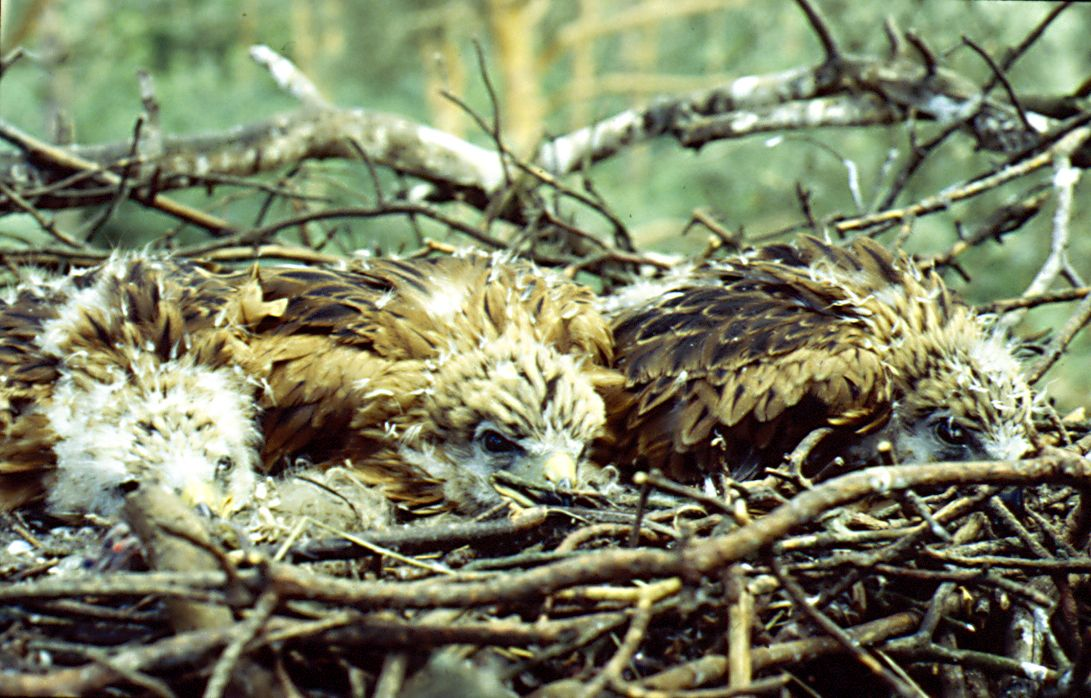
Trzy pisklęta kani rudej w gnieździe

Świetliste lasy liściaste i mieszane ze starodrzewami (również leśne polany) w sąsiedztwie otwartych pól, łąk, często w okolicach dolin rzek czy stawów, skalistych wybrzeży, ale gniazduje również z dala od wody. Spotykana zarówno na nizinach, głównie pojezierzach, jak i w górach. Do niedawna gnieździła się w południowej Europie w pobliżu ludzkich zabudowań. Mniej związana jest ze środowiskiem wodnym niż kania czarna, a częściej jej piękny szybujący lot jest ozdobą krajobrazu rolniczego.

Jeśli podejmuje zimowanie to często z powodu obecności na danym terenie wysypisk odpadów lub resztek pozostawianych przez rzeźnie.

## Okres lęgowy

### Gniazdo

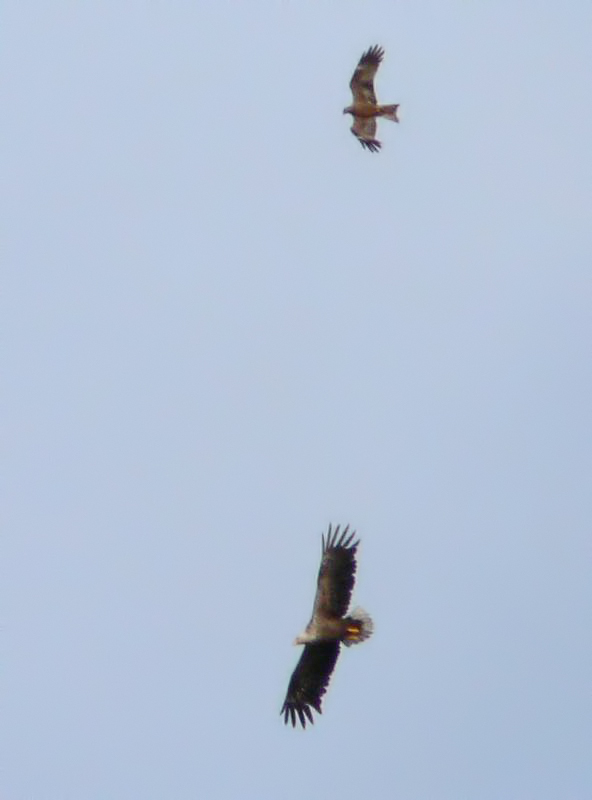
Kania ruda (u góry) próbuje przepędzić bielika

Na drzewie, najczęściej liściastym, znajduje się wysoko w rozwidleniu gałęzi lub konaru i głównie na skraju lasu. Konstrukcja gniazda jest specyficzna. Podstawę stanowi gruba gałąź, ale wyściółka składa się zarówno z miękkich materiałów roślinnych, jak też i z różnych odpadów np. papieru, szmat, kości czy skór. Kanie dane gniazdo mogą wykorzystywać przez wiele lat.
Ze względu na agresywność wobec innych ptaków drapieżnych i przechwytywanie od nich pożywienia w okolicy lęgowisk kań rudych nie ma zwykle gniazd innych gatunków szponiastych.

### Jaja

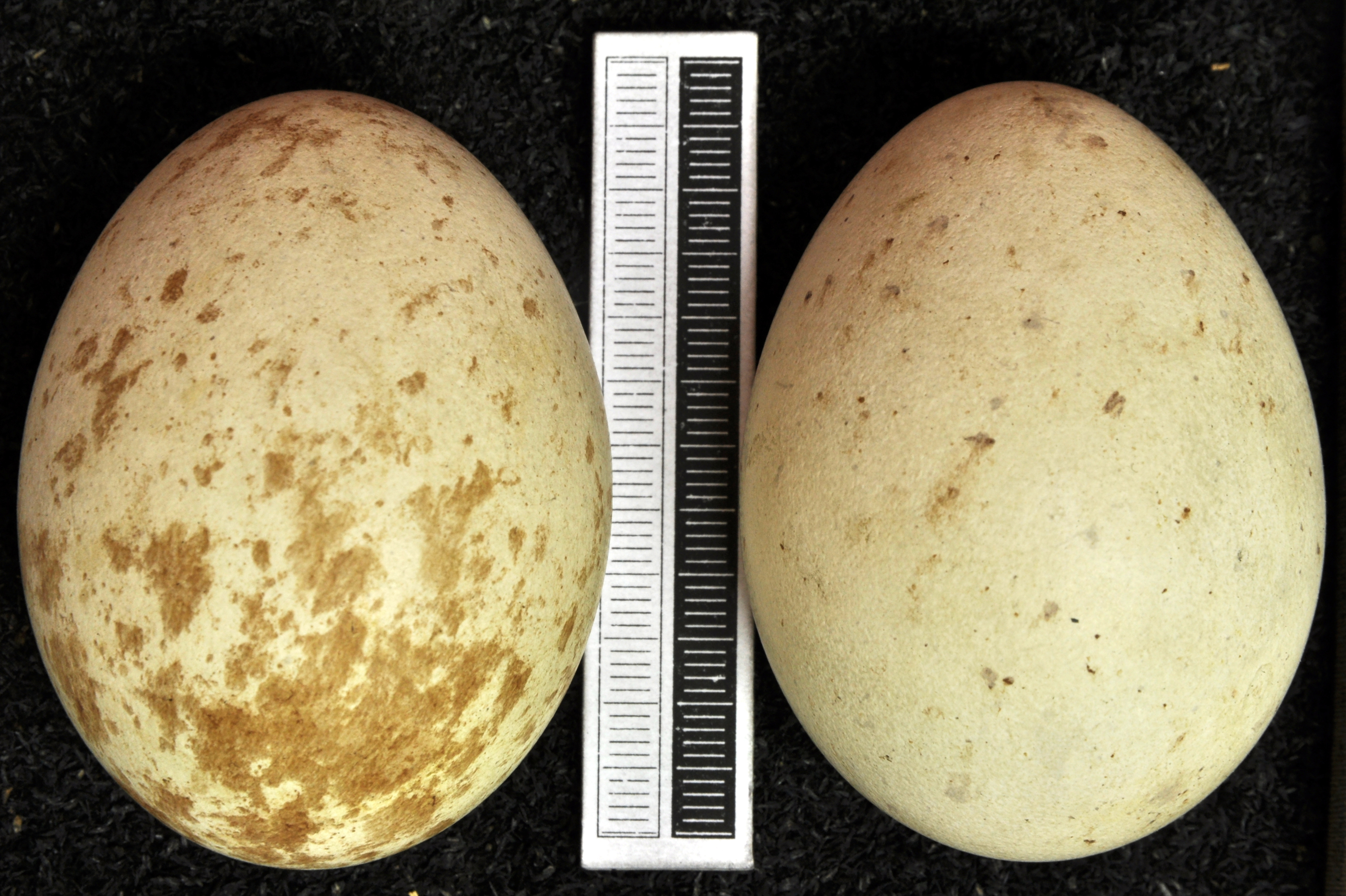
Jaja z kolekcji muzealnej

W ciągu roku wyprowadza jeden lęg, składając w kwietniu lub maju najczęściej 2–4 białe, rdzawo nakrapiane jaja. Wylęg następuje tylko raz w roku.

### Wysiadywanie i dorastanie
Jaja wysiadywane są przez okres około 30 dni przez samicę. Samiec w tym czasie przynosi jej pokarm. Młode są troskliwie karmione przez oboje rodziców przez 2 miesiące. W pierwszych 2 tygodniach karmi je bezpośrednio samica podając kawałki pożywienia przynoszonego przez samca, potem samiec również podziela czynności partnerki. Starsze młode potrafią już rozdzielać mięso same. Pisklęta opuszczają gniazdo po około 50 dniach. O przynależności do tego gatunku świadczą ich rdzawe stopy, widoczne już od wyklucia. W wieku 2 lat ptaki te przystępują do rozrodu.

## Pożywienie
Drobne kręgowce, głównie ssaki jak krety i gryzonie, ale też jaszczurki, owady i dżdżownice, nie stroni od padliny i odpadków mięsnych. Jej ofiarami padają większe zwierzęta niż w przypadku kani czarnej.
Dieta jest tak zróżnicowana jak siedliska, które zajmuje. Woli chwytać żywą zdobycz w locie niż spożywać padlinę. Może atakować agresywnie inne drapieżniki, nawet gdy są od niej większe, aby odebrać im ofiarę. W ten sposób tłumaczy się znajdowane w żołądkach tych ptaków resztki zwierząt, których osobnik tej wielkości nie dałby rady sam złowić. Może spożywać ryby, zarówno te wyrzucone na brzeg, jak i biernie unoszone z prądem wody. Kani udaje się je sprawnie zbierać przy niskim locie nad wodą. W ten sposób też poluje na żywe ofiary. Drobne ssaki i bezkręgowce może wypatrywać nawet w czasie wolnego chodzenia po ziemi. Częściej jednak wypatruje ich z gałęzi drzewa. Poza tym kaniom rudym zdarza się plądrować gniazda krukowatych.
Poluje na otwartych przestrzeniach pól uprawnych, obrzeżach dróg i wysypiskach śmieci, krążąc nad nimi.

## Status i ochrona
Międzynarodowa Unia Ochrony Przyrody (IUCN) od 2020 roku uznaje kanię rudą za gatunek najmniejszej troski (LC – Least concern); wcześniej – od 2005 roku była bliska zagrożenia (NT – Near threatened), od 1994 roku miała status gatunku najmniejszej troski (LC – Least concern), a od 1988 roku – gatunku zagrożonego (T – Threatened). W 2020 roku liczebność światowej populacji szacowano na 60–70 tysięcy dorosłych osobników. Trend liczebności populacji uznaje się za rosnący.
W Polsce objęta ochroną gatunkową ścisłą, wymaga ochrony czynnej. Wokół gniazd kań rudych obowiązuje strefa ochronna: przez cały rok w promieniu do 100 m, a okresowo (od 1.03 do 31.08) – w promieniu do 500 m od gniazda. Na Czerwonej liście ptaków Polski została sklasyfikowana jako gatunek najmniejszej troski (LC). Według szacunków programu Monitoring Ptaków Drapieżnych, w latach 2013–2018 krajowa populacja lęgowa liczyła 1500–2100 par z trendem wzrostowym.
Jeszcze w połowie XIX wieku kania ruda uznawana była za jeden z liczniejszych gatunków ptaków szponiastych w Polsce, choć jej liczebność zaczęła spadać już w XVIII wieku. Pod koniec tamtego stulecia aż do połowy XX wieku w Wielkopolsce była rzadkością, a na Śląsku uznano ją za nielęgową. Był to okres tępienia ptaków drapieżnych i intensyfikacji rolnictwa. Zanikła wtedy populacja w części centralnej i wschodniej. Jednak od kilkudziesięciu lat notuje się znaczniejszy wzrost liczebności na zachodzie kraju zasilany przez populację niemiecką. Powodem może być migracja z Niemiec. Występujące w tych regionach ptaki nie unikają jednak przejawów ludzkiej obecności i uzyskują dość dobry sukces rozrodczy. Od 1995 roku gniazda kań objęto ustawową ochroną strefową, co wpływa też na powiększanie się liczności i zasięgu tego gatunku.
Kani rudej zagraża wycinka starych drzew w pobliżu wody, szczególnie na międzywalach, likwidowanie bagien, zadrzewień i coraz intensywniejszy rozwój rolnictwa.